# Stoke Newington
Stoke Newington är en stadsdel i den nordvästra delen av London Borough of Hackney i England. Stadsdelen är belägen 8 kilometer nordost om Charing Cross. Lantegendomen Stoke Newington gav sitt namn åt Stoke Newington, den forntida församlingen. Stoke Newington var en del av det tidigare grevskapet Middlesex.
Den historiska stadskärnan på Stoke Newington Church Street har behållit den typiska karaktären av det tidiga London som 1953 fick Nikolaus Pevsner att skriva att han tyckte det var svårt att se stadsdelen som något som överhuvudtaget tillhörde London.